# 箱根ターンパイク
箱根ターンパイク（はこねターンパイク）は、神奈川県小田原市から足柄下郡箱根町を経由し、同県足柄下郡湯河原町に至る、延長15.752キロメートル (km) の観光有料道路（一般自動車道）。中日本高速道路（NEXCO中日本）のグループ会社・箱根ターンパイク株式会社 (HTPL) が保有・運営する私道である。なおターンパイク (turnpike) とは、有料（高速）道路、トールロードを意味する。
2007年（平成19年）以降ネーミングライツ（命名権）を採用しており、2018年（平成30年）3月1日からはアネスト岩田が命名権を取得、アネスト岩田 ターンパイク箱根の名称が使用されているが、交通情報などでは単に「ターンパイク」と称されることが多い。
また、2018年3月1日より、全国初となる自動車道ナンバリングを導入し、箱根小田原本線に「D18a」、箱根伊豆連絡線に「D18b」がそれぞれ割り振られている。

## 概要

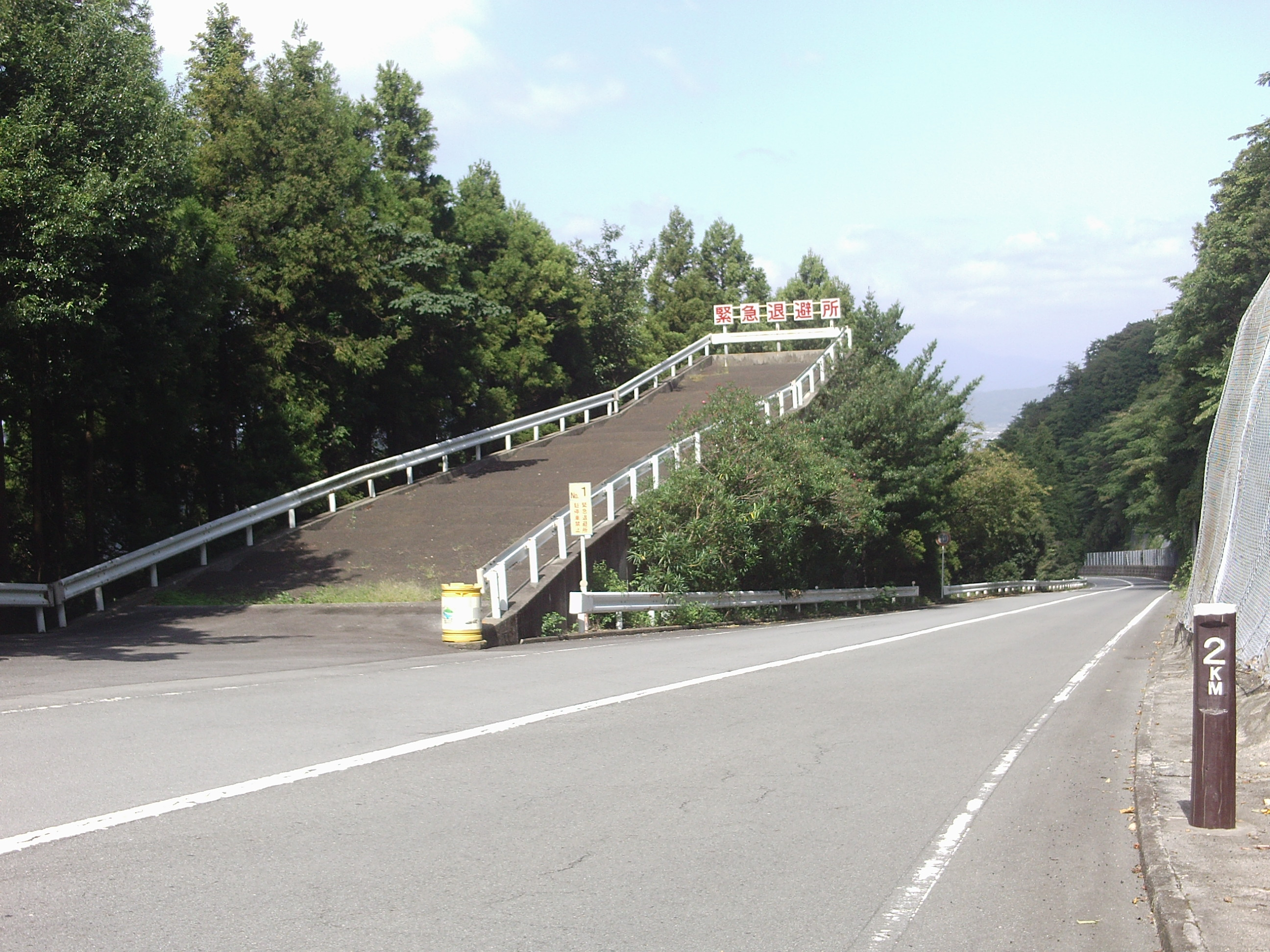
箱根ターンパイク(箱根小田原本線)料金所手前にある最終の緊急待避所。

神奈川県西部の相模湾に面する位置にある小田原市早川から、箱根山芦ノ湖の南東部に位置する大観山・湯河原峠に至る標高差約1000メートル (m) ある有料の山岳道路で、箱根小田原本線（13.782 km）と箱根伊豆連絡線（1.7 km）及び西湘バイパスへの接続ランプである西湘接続線（270 m）の3路線からなる。本道路は道路運送法に規定された自動車道であることから、道路交通法が適用される。一部車両通行規制が行われており、自動車とオートバイは通行できるが、125 cc以下の二輪車（原付一種および原付二種）、軽車両、ミニカー、歩行者は通行禁止である。
カーブの最小半径は100 mと穏やかで、勾配も比較的緩やかであるが、下りにはエンジンブレーキの使用を促す注意書きと、緊急時に衝突して停止するための砂山（緊急避難所）がある。
沿線には展望台が多数設けられており、相模湾や初島、伊豆大島を眺めることもできるほか、箱根小田原本線の終点付近にある施設「大観山スカイラウンジ」（ドライブイン大観山）からは芦ノ湖や富士山を見渡せる。早春のころには早川側から4 km進んだところに桜のトンネルを見ることができる。
2002年（平成14年）の時点の報告では、1日平均通行台数3,196台、営業収支比率は98.8 %であり、支出が収入をわずかに上回る、いわゆる赤字事業路線である。
私道であることから全線を貸切にすることも可能で、CM撮影等に使用されるほか、正式発表前の新車の試乗会などが開かれることも多い。貸切の際はレース用の車両による走行も行われたことがあり、過去にポルシェ・962C、ポルシェ・919 tribute、ホンダ・RC213Vなどの例がある。2017年からは全線を貸し切って「激坂最速王決定戦」を開催しており、「仮想箱根5区」として調整目的に参加する大学生ランナーもいる。

## 通行料金
2024年（令和6年）7月1日現在
- 普通車・軽自動車の通行料金
  - 箱根小田原本線区間 900円
  - 箱根伊豆連絡線区間 200円

全線では1100円となる。両区間は独立しているので、料金は別々に支払う必要がある。
- 自動二輪の通行料金
  - 箱根小田原本線区間 650円
  - 箱根伊豆連絡線区間 170円

なお、料金所付近ではUターンができない。また、2007年（平成19年）3月から2019年（平成31年）3月まで次世代型料金収受システム（IBAサービス）を両区間で導入していた（サービスの利用には多機能型ETC車載器と事前の会員登録が必要）。その後2022年（令和4年）3月28日から、箱根小田原本線の小田原料金所で、2025年（令和7年）3月1日から湯河原料峠金所でETC多目的利用サービス「ETCX」を導入した（サービス利用には会員登録が必要）。ただし、ETCXを利用する場合も料金所では一旦停止する必要がある。

## 営業時間
かつては箱根小田原本線と箱根伊豆連絡線とで営業時間が異なっていたが、現在は全線一律で5:30 - 22:30（最終入場時間 22:00）の営業となっており、営業時間外の夜間は全線が完全に封鎖され、通行できない。

## 運営主体
もともと東急グループの開発計画に伴って建設されたものであり、長年、東急グループの東急ターンパイクが保有・運営していた。
しかし、赤字が続いたこともあり、2004年（平成16年）3月にオーストラリアの投資会社・マッコーリー銀行グループが主体となるインフラストラクチャー・ファンドが設立した箱根ターンパイク株式会社に11億5700万円で営業譲渡され、運営が移管された。その後、2014年4月25日に箱根ターンパイク株式会社は中日本高速道路の子会社であるNEXCO中日本インベストメントにより買収され100%子会社となった。

## 沿革
- 1954年（昭和29年）03月05日 - 東京急行電鉄が道路運送法に基づき、渋谷 - 江ノ島間の一般自動車道（有料道路）「東急ターンパイク」を免許申請。
- 1955年（昭和30年）
  - 2月16日 - 吉浜開発株式会社設立。
  - 8月23日 - 東京急行電鉄が小田原 - 箱根間の一般自動車道（有料道路）「箱根ターンパイク」を免許申請。
- 1957年（昭和32年）08月26日 - 東京急行電鉄が藤沢 - 小田原間の一般自動車道（有料道路）「湘南ターンパイク」を免許申請。
- 1957年（昭和32年）11月05日 - 吉浜開発株式会社が東急グループの傘下に入る。
- 1960年（昭和35年）05月12日 - 「箱根ターンパイク」の事業免許を取得。「東急ターンパイク」は第三京浜道路と、「湘南ターンパイク」は西湘バイパスと競合したため、認可されなかった。
- 1961年 （昭和36年）
  - 05月10日 - 工事施行認可申請。
  - 10月19日 - 工事施行認可。
- 1962年（昭和37年）10月19日 - 起工式挙行。
- 1963年（昭和38年）05月10日 - 吉浜開発株式会社が箱根ターンパイク株式会社に商号変更。東京急行電鉄から箱根ターンパイクの建設を引き継ぐ。
- 1965年（昭和40年）07月23日 - 大観山線が開通。
- 1966年（昭和41年）12月01日 - 箱根ターンパイク株式会社が東急ターンパイク株式会社に商号変更。
- 1967年（昭和42年）10月01日 - 十国線開通。
- 1972年（昭和47年）
  - 3月31日 - 東急ターンパイク株式会社の経営悪化に伴い、東京急行電鉄が自動車道と東急ターンパイク株式会社が所有する土地を62億8853万円で買収。
  - 4月01日 - 東京急行電鉄が東急ターンパイク株式会社に箱根ターンパイクの営業を委託。
- 2004年（平成16年）
  - 3月01日 - 東京急行電鉄は、経営を箱根ターンパイク株式会社へ約11億円で譲渡[15] 。箱根ターンパイク株式会社は、オーストラリアの投資銀行マッコーリー銀行 グループと、日本政策投資銀行 が出資するジャパンインフラストラクチャーグループ有限会社の出資を受けている。
  - 9月：東急ターンパイク株式会社解散。その後は清算法人「TTP株式会社」として存続[17]、2014年度に清算結了。
- 2005年（平成17年）07月30日 - 東京急行電鉄からの譲渡後、改装工事をしていたドライブイン大観山にターンパイク・ビューラウンジが新装オープンした。
- 2007年（平成19年）03月01日 - 東洋ゴム工業 株式会社がネーミングライツ（命名権）を取得したことにより、道路名称が「TOYO TIRES ターンパイク」、施設名称が「TOYO TIRES ビューラウンジ」となる[18][19] 。
- 2014年（平成26年）
  - 04月25日 - 中日本高速道路 （NEXCO中日本）が子会社を通して箱根ターンパイク株式会社の全株を取得。100%子会社とした[16] 。
  - 08月01日 - マツダ 株式会社がネーミングライツ（命名権）を取得したことにより、道路名称が「MAZDA ターンパイク箱根」、施設名称が「MAZDAスカイラウンジ」となる[2][20] 。
  - 11月18日 - 株式会社三栄書房 が刊行する自動車雑誌「モーターヘッド」第14号の巻頭特集企画「Motorhead Hill Climb Supported by RECARO 」として、箱根小田原本線を封鎖・専有のうえで、競技用車両数台による登り区間のヒルクライム アタックを実施[21] 。
- 2017年（平成29年）
  - 03月19日 - 箱根ターンパイクのコースを使用したロードレース「山道最速王決定戦2017＠箱根ターンパイク」（後の「激坂最速王決定戦」）の第1回が開催[22]。
  - 08月01日 - マツダとの契約期間満了により、道路名称が「箱根ターンパイク」、施設名称が「大観山スカイラウンジ」となる[23][24] 。
- 2018年（平成30年）02月22日 - アネスト岩田 がネーミングライツを取得、同年3月1日より道路名称が「アネスト岩田 ターンパイク箱根」、施設名称が「アネスト岩田 スカイラウンジ」となる。同時に自動車道ナンバリング「D18a」「D18b」を導入する[3][25]。
- 2022年（令和04年）03月28日 - ETCソリューションズが提供する会員登録型のETC多目的利用サービス（ETCカードによるキャッシュレス決済）「ETCX」を導入[26]。

## 出入口など

### 箱根小田原本線 (D18a)
| 路線名                                                  | 施設名                          | 接続路線名                                             | 起点 から(km)                  | 備考                                                                  | 所在地                         | 所在地                         |
| E84 西湘バイパス横浜・藤沢方面                          | E84 西湘バイパス横浜・藤沢方面  | E84 西湘バイパス横浜・藤沢方面                         | E84 西湘バイパス横浜・藤沢方面 | E84 西湘バイパス横浜・藤沢方面                                        | E84 西湘バイパス横浜・藤沢方面 | E84 西湘バイパス横浜・藤沢方面 |
| ------------------------------------------------------- | ------------------------------- | ------------------------------------------------------ | ------------------------------ | --------------------------------------------------------------------- | ------------------------------ | ------------------------------ |
| 西湘接続線                                              | 西湘バイパス接続ランプ          | ↑                                                      | 0.0                            | 小田原厚木道路及び西湘バイパス 箱根口IC・箱根新道方面への流出入は不可 | 神奈川県                       | 小田原市                       |
| 箱根小田原本線                                          | 小田原早川                      | （間接連絡）E85 小田原厚木道路小田原西IC、箱根新道方面 | 0.27                           | 西湘バイパス接続ランプ方面への流出入は不可                            | 神奈川県                       | 小田原市                       |
| 箱根小田原本線                                          | 小田原料金所                    |                                                        | 0.28                           |                                                                       | 神奈川県                       | 小田原市                       |
| 箱根小田原本線                                          | 大観山入口 大観山スカイラウンジ | 神奈川県道75号湯河原箱根仙石原線湯河原方面             | 14.052                         |                                                                       | 神奈川県                       | 湯河原町・箱根町               |
| 神奈川県道75号湯河原箱根仙石原線経由 箱根伊豆連絡線方面 |                                 |                                                        |                                |                                                                       |                                |                                |

#### 休憩施設等
- 御所の入駐車場
- 見晴台駐車場
- 鍋割駐車場
- 白銀駐車場
- 大観山スカイラウンジ（北緯35度11分4.4秒 東経139度2分56秒 / 北緯35.184556度 東経139.04889度）

この施設もネーミングライツ導入により「TOYO TIRES ビューラウンジ」→「MAZDAスカイラウンジ」と改められたが、再度「大観山スカイラウンジ」に戻った後、2018年3月より「アネスト岩田スカイラウンジ」の名称が使用される。
  - 1階 フードコート
  - 2階 展望ラウンジ・富士見トイレ（富士山が望める）・KUSHITANI CAFE 箱根

### 箱根伊豆連絡線 (D18b)
| 路線名                                                             | 施設名                                                  | 接続路線名                                                                                             | 起点 から(km)                                           | 備考                                                    | 所在地                                                  | 所在地                                                  |
| 神奈川県道75号湯河原箱根仙石原線経由 箱根小田原本線方面            | 神奈川県道75号湯河原箱根仙石原線経由 箱根小田原本線方面 | 神奈川県道75号湯河原箱根仙石原線経由 箱根小田原本線方面                                                | 神奈川県道75号湯河原箱根仙石原線経由 箱根小田原本線方面 | 神奈川県道75号湯河原箱根仙石原線経由 箱根小田原本線方面 | 神奈川県道75号湯河原箱根仙石原線経由 箱根小田原本線方面 | 神奈川県道75号湯河原箱根仙石原線経由 箱根小田原本線方面 |
| ------------------------------------------------------------------ | ------------------------------------------------------- | --- | ------------------------------------------------------- | ------------------------------------------------------- | ------------------------------------------------------- | ------------------------------------------------------- |
| 箱根伊豆連絡線                                                     | 箱根芦ノ湖口                                            | 神奈川県道75号湯河原箱根仙石原線元箱根港方面（間接連絡）箱根新道芦ノ湖大観IC                           | 14.052                                                  |                                                         | 神奈川県                                                | 湯河原町・箱根町                                        |
| 箱根伊豆連絡線                                                     | 湯河原峠料金所                                          | | 15.752                                                  |                                                         | 神奈川県                                                | 湯河原町                                                |
| 箱根伊豆連絡線                                                     | 湯河原峠                                                | 静岡県道20号熱海箱根峠線箱根峠方面（間接連絡）湯河原パークウェイ（隣接）、箱根新道、芦ノ湖スカイライン | 15.752                                                  |                                                         | 神奈川県                                                | 湯河原町                                                |
| 静岡県道20号熱海箱根峠線 経由 伊豆スカイライン熱海峠IC・熱海峠方面 |                                                         | |                                                         |                                                         |                                                         |                                                         |